# STRiPES
STRiPES（ストライプス）は、日本のタップダンサーチーム。

## 概要
黒人のストリート系リズムタップをもとにしたパフォーマンス・グループ。クラブミュージック、タップダンス、そして日用生活用具を用いたパーカッションを融合させ、「Funk-a-Step」と称する独自のスタイルで活動を行ない、多くのファンの支持を得た。
1998年に「THE STRiPES」の名称で結成した後、2003年9月には、北野武監督・主演映画「座頭市」に出演・振付をしたことで、一躍注目を浴びた。2006年にメンバーを一新し、グループ名を結成当初の「THE STRiPES」から「STRiPES」に変更。
2008年末、活動休止。

## メンバー
- HIDEBOH（火口秀幸）
- NORIYASU（吉崎紀康）[9]
- Batt（江波戸英史）[9]
- HAMACHI（濱地正浩）[9]
- Ken（高橋健一）[9]
- Sakata（坂田和洋）[10]
- Miki（桜井美紀）[9]
- Eri（荻野恵理）[9]

## 出演

### 舞台
- 天国への階段（2005年）HIDEBOH、NORIYASU出演[11]

### 映画
- 座頭市（2003年、松竹）農民役として出演、及びタップダンス指導[12]
- TAKESHIS'（2005年、松竹）[12]

### CM
- NTTドコモ 505isシリーズ[11]（2003年）北海道地区のみ
- オリオンビール 冬ギフト編[11]（2004年）沖縄県のみ
- 日本ケイテム[11]（2004年～2005年）全国放映

## 音楽
- Loosey[11]（2004年）アニメ『爆裂天使』オープニングテーマ